# Paraíso (Costa Rica)
Paraíso è un distretto della Costa Rica, capoluogo del cantone omonimo, nella provincia di Cartago. Sorge a otto chilometri dal capoluogo provinciale ed è distante circa cinquanta minuti dalla capitale. 
La città deve la sua fama alle bellezze del paesaggio circostante, che offre alcuni tra gli scorci più belli della Valle Centrale. 
Paraíso ospita il grande giardino botanico Lankester, dal nome del naturalista britannico Charles Lankester chiamato in Costa Rica ai primi del Novecento per installare piantagioni di caffè. In questo giardino di circa 11 ettari oggi crescono ben 600 delle 1.400 specie endemiche di orchidee. 
A 7 km dal centro cittadino sorge un complesso agricolo gestito da un'organizzazione no-profit, chiamato Finca La Flor, dove si sperimentano tecniche di agricoltura sostenibile e di rimboschimento.